# Nikon FM3A

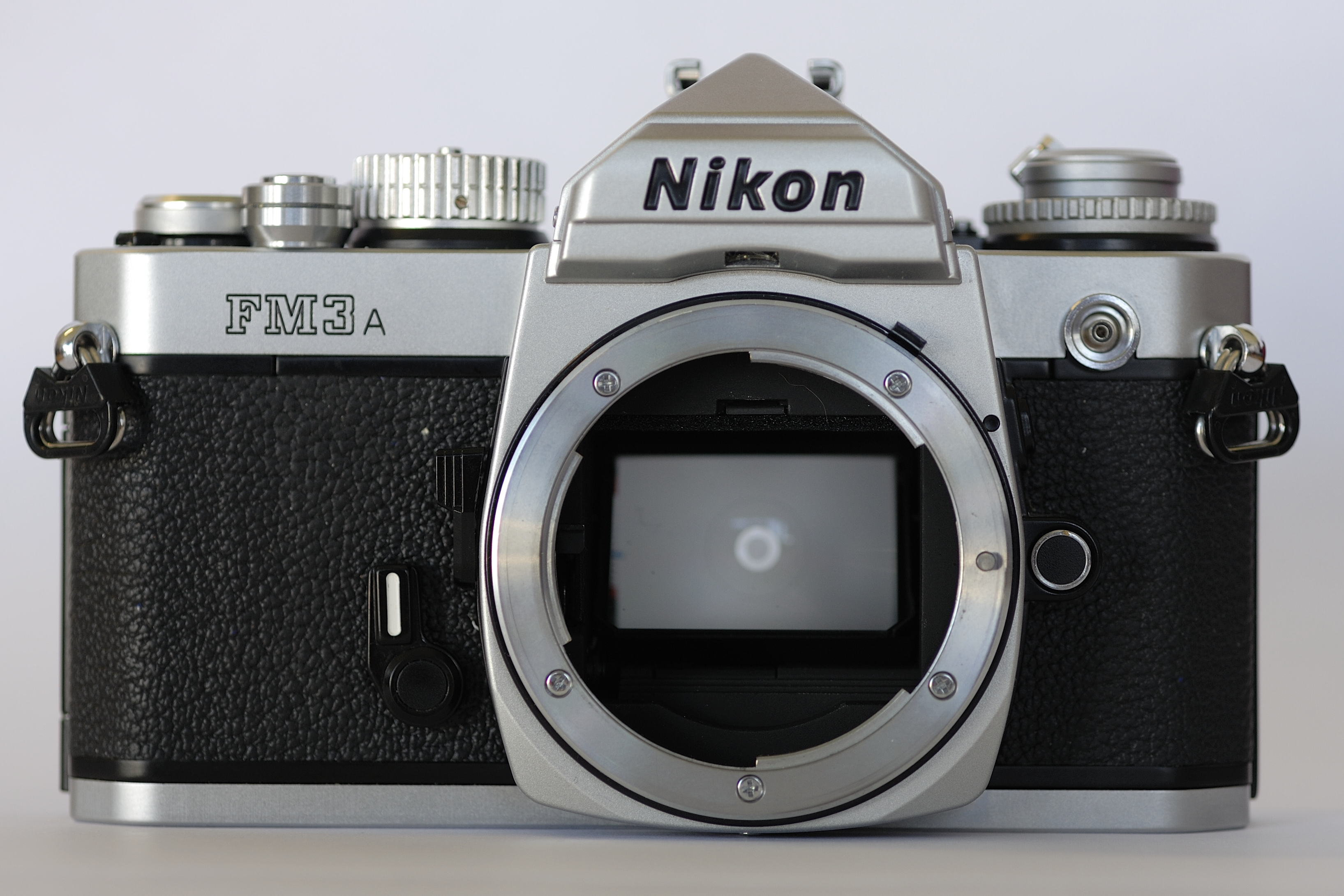
Nikon FM3A

Nikon FM3A är en spegelreflexkamera, i 24x36 format, tillverkad av Nikon i Japan. Denna modell från Nikon har slutare av sk. hybridtyp vilket gör den unik. 
Dvs kamerans slutare kan styras via tidsautomatik (8s - 1/4000) samt att slutaren även kan användas på samtliga tider manuellt (1s - 1/4000) utan batterier. Annars brukar kameror med någon sorts automatik brukar ofta vara mer eller mindre obrukbara när batteriet tar slut eller så är man hänvisad till att endast kunna använda en mekanisk tid. Tider och exponeringsindex visas med analog visning i sökaren.
Kameran är också försedd med funktioner för dubbelexponering, automatiklåsning, möjlighet att koppla in en extern motor för tagning av upp till 3,5 bilder per sekund samt spegeluppfällning med hjälp av självutlösaren. Utseendet är liknande det hos Nikon FM2 och Nikon FE. Kameran tillverkades mellan 2001 och 2006.